# سیارک ۲۰۹۶۵
سیارک ۲۰۹۶۵ (به انگلیسی: 20965 Kutafin، نامگذاری:1978SJ7) بیست هزار و نهصد و شصت و پنجمین سیارک کشف شده‌است که در ۲۶ سپتامبر ۱۹۷۸ کشف شد.
قدر مطلق سیارک برابر ۳۰.۹ است.